# Ciocrac
Ciocrac – wieś w Rumunii, w okręgu Prahova, w gminie Drajna. W 2011 roku liczyła 32 mieszkańców.